# ネズミカンガルー科
ネズミカンガルー科（ネズミカンガルーか、Potoroidae）は、哺乳綱双前歯目に含まれる科。

## 形態
上顎の第1門歯は、他の門歯よりも長い傾向がある。発達した犬歯がある。大臼歯に4個の咬頭がある。胃は大型で、小嚢が集まったような構造をしている。前肢の指は5本で、5指すべてに爪がある。後肢の第1趾がない。第2・第3趾（癒合趾）は小型で、第4・5趾（第4趾がより大型）が発達する。

## 分類
以下の分類・英名は、Groves(2005)に従う。和名は川田ら(2018)に従う。
- アカネズミカンガルー属 Aepyprymnus
  - Aepyprymnus rufescens アカネズミカンガルー Rufous rat-kangaroo
- フサオネズミカンガルー属 Bettongia
  - Bettongia gaimardi アカフサオネズミカンガルー Eastern bettong
  - Bettongia lesueur シロオビネズミカンガルー Boodie
  - Bettongia penicillata フサオネズミカンガルー Woylie
  - Bettongia tropica キタネズミカンガルー Northern bettong
- †サバクネズミカンガルー属 Caloprymnus（絶滅属）
  - †Caloprymnus campestris サバクネズミカンガルー Desert rat-kangaroo
- ネズミカンガルー属 Potorous
  - Potorous gilbertii ギルバートネズミカンガルー Gilbert's potoroo
  - Potorous longipes アシナガネズミカンガルー Long-footed potoroo
  - †Potorous platyops ヒロガオネズミカンガルー Broad-faced potoroo（絶滅種）
  - Potorous tridactylus ハナナガネズミカンガルー Long-nosed potoroo

## 生態
シロオビネズミカンガルーは地中棲で、主に巣穴の中で生活する。夜行性。主に単独で生活する。
地中の菌類、根や根茎、昆虫、無脊椎動物などを食べる。
繁殖様式は胎生。1回に1頭の幼獣を産む。